# Leptogenys intermedia
Leptogenys intermedia é uma espécie de formiga do gênero Leptogenys, pertencente à subfamília Ponerinae.